# Lovrenc na Dravskem polju
Lovrenc na Dravskem polju je naselje na Štajerskem na jugu Dravskega polja, pod Ptujsko Goro, ki je znano romarsko središče. Leži na prodnati ravnini na levem bregu potoka Polskava. Upravno sodi Lovrenc na Dravskem polju v občino Kidričevo in ima 657 prebivalcev. V kraju delujejo tudi številna društva. Večina prebivalcev je zaposlena na Ptuju ali v Kidričevem.
V Lovrencu na Dravskem polju se je rodil Janko Urbas, gozdar, strokovni pisatelj in predavatelj.

## Zgodovina

### Kamena doba in stari vek
Preteklost tega območja se skozi zgodovino prepleta s preseljevanji različnih ljudstev. Območje Dravskega polja je bilo poseljeno že zgodaj, saj je rodovitna lega nudila ugodne naselitvene pogoje, o čemer pričajo tudi arheološke najdbe. Prve najdbe (žare) segajo v obdobje halštatske kulture (700 pr. n. št.). Strnjeno naselje se je sicer razvilo v času Rimljanov ob cesti Poetovio-Celeia, ki je tekla nekoliko nižje, kot je sedaj cesta proti Ptuju. O tem pričajo marmorni rimski miljniki. Prisotnost rimske kulture dokazujejo tudi številne druge najdbe: najdba rimskega novca, ostanki ville rustice z ogrevalnim sistemom, ter druge ruševine in grobovi.

### Srednji vek
Za Rimljani so na tem območju živeli tudi Goti, Huni in Obri. V 5. stoletju bi naj ozemlje pripadalo gotski državi, leta 555 pa je pripadlo Frankom. Po premiku Langobardov proti zahodu (leta 568), so se začeli na to območje počasi naseljevati Slovani, ki so si domove ustvarjali tam, kjer so ljudje včasih že bili naseljeni. Z njihovim prihodom je dokončno razpadla tudi celotna rimska organizacija.
Po porazu Ogrov pri Augsburgu leta 955, so se na mejah nastajajočega rimskega cesarstva začele oblikovati krajine oz. marke. Območje Lovrenca je takrat pripadlo t. i. Ptujski marki. V tem času se Dravsko polje tudi začne prvič omenjati v pisnih virih predvsem v darilnih listinah. Velike posesti so bile podarjene Spanheimom, ki so kasneje vplivali na posestno zgodovino celotne Štajerske.
Prve pisne omembe Lovrenca in okoliških krajev najdemo konec 12. in v začetku 13. stoletja. Do leta 1952 se je kraj imenoval Sv. Lovrenc in je ime dobil po župnem zavetniku, ampak ker je bilo krajev s takim imenom veliko se je že hitro pojavila potreba po natančnejši opredelitvi. Tako je že v prvi pisni omembi kraja (31. avgust 1290), ta označen kot Lovrenc ob Polskavi. Gre za prodajno pogodbo kmetije v Lovrencu ob Polskavi, ki so jo prodali Nemškemu viteškemu redu iz Velike Nedelje.
Območje Lovrenca in okoliških vasi je bilo tesno povezano s Ptujskimi gospodi, ki so bili kot ministeriali salzburške nadškofije lastniki številnih posesti. Leta 1438 je umrl Friderik IX., ki je bil zadnji moški potomec v rodbini Ptujskih. Z njim se je več kot 300 let dolga doba vladanja Ptujskih gospodov zaključila.

### Obdobje po vladavini Ptujskih gospodov
V 15. in 16. stoletju je prihajalo do zamenjav in prodaje zemljišč, kar je vodilo do velike razdrobljenosti posestne strukture na tem območju. Poleg tega so podložniki v eni vasi lahko pripadali različnim gospostvom. V Lovrencu je tako do zemljiške odveze leta 1848, svoje podložnike imelo kar deset zemljiških gospostev. Do prodaje in menjav je sicer prihajalo še vse do 19. stoletja. Zaradi take razdrobljenosti je bilo pobiranje dajatev urejeno preko uradov, katerim so načelovali župani. Do leta 1850 je imela vsaka vas svojega župana, ki je posredoval med podložniki in gosposko. Kasneje so kmetje iz Lovrenca pripadli uradu Ravno polje, ki je imelo sedež v sosednji Župečji vasi.
To območje so pogosto prizadele tudi naravne nesreče in vojaški pohodi. Velika pustošenja so bila predvsem ob vpadih Turkov v letih 1479 in 1483 in kasneje ob nastanitvi francoske vojske leta 1805. Za vojaškimi posegi pa so se po navadi razširile bolezni in lakota. Najhuje je na tem območju bilo v letih 1680-1682, ko je nastopila velika epidemija kuge. V Lovrencu in okoliških krajih je tako še danes veliko število kužnih znamenj, ki predstavljajo spomin na epidemijo oziroma skupno grobišče kamor so pokopavali umrle.
Upravno je Lovrenc spadal h gospoščini Ravno polje, ki je leta 1811 obsegala 20 vasi. 17. marca 1849 pa je zakon o občinah zasnoval novo upravno ureditev. Tako je Sv. Lovrenc postal samostojna občina, ki je bila uvrščena v okraj Ptuj. V občino so bile poleg Lovrenca vključene tudi ostale okoliške vasi (Apače, Pleterje in Župečja vas). Po tej spremembi na upravnem področju ni bilo več sprememb vse do začetka druge svetovne vojne.
Med pomembne dogodke v kraju takrat so spadali tudi vojaški manevri. Šlo je za uprizoritev manevrov s streljanjem in enega izmed njih, 1. septembra 1873, se je udeležil tudi sam cesar Franc Jožef.
Demografski podatki od 19. stoletja do danes kažejo, da se je rast števila prebivalcev povečala šele po letu 1945. Glavni razlog je najverjetneje bil v tem, da je bližnja tovarna glinice in aluminija v Kidričevem dala delo večini domačinov.

## Gospodarstvo
Najpomembnejša gospodarska panoga v preteklosti in še tudi danes, je bilo kmetijstvo. Razlog je predvsem rodovitna zemlja na prodnati podlagi in celinsko podnebje ugodno za pridelavo žita in drugih kultur. Od živinoreje je bila razvita predvsem govedoreja. Danes je kraj zaradi svoje tranzitne lege dokaj dobro razvit. Poleg kmetijstva pa so v kraju razvita tudi manjša podjetja. V kraju sta tako kar dve podjetji, ki se ukvarjata z izdelavo usnjenih izdelkov in zaščitnih oblačil ter kemični laboratorij, ki se ukvarja z analizo podtalne vode.

## Cerkev[2]
Župnija Sv. Lovrenca se prvič omenja leta 1498, medtem ko je cerkev omenjena že leta 1323. Skozi stoletja je pripadala različnim škofijam, danes pripada mariborski nadškofiji.
Prvotno romansko cerkev so leta 1414 gotizirali. V letih, ko je bilo celotno območje izpostavljeno turškim požiganjem in ropanjem je enako usodo doživela tudi cerkev, ki so jo leta 1475 Turki prvič izropali. Drugič so jo izropali še leta 1493. Leta 1662 je bila cerkev obnovljena in povečana.

## Šola
Prva šola je v Lovrencu bila v kaplaniji. Prvi znani učitelj pa je bil Ivan Keržner, ki je poučeval v svojem stanovanju. S šolsko reformo leta 1869, je šola prešla v državno pristojnost in je nadzor nad njo opravljal nadzornik iz Ptuja. Kaplan v kraju si je zelo prizadeval za izobrazbo otrok in ko se je obisk nekoliko povečal, so leta 1802 ustanovili nedeljsko šolo, prva šolska zgradba pa je bila postavljena leta 1805. Leta 1879 je bilo zgrajeno še eno šolsko poslopje, ob njem pa urejeno zemljišče, kjer so se učenci učili kmetovanja. Leta 1904 sta bili obe zgradbi obnovljeni, danes pa bolj ali manj propadata. V kraju so leta 1964 zgradili novo šolo, ki je pravzaprav podružnica osnovne šole v Kidričevem in obsega prvih pet razredov osnovne šole potem pa se učenci prešolajo v Kidričevo.

## Gasilstvo
Lovrencu na Dravskem polju so o ustanovitvi gasilskega društva začeli razmišljati po več katastrofalnih požarih. Eden izmed povodov je prav gotovo požar iz leta 1883, ko je pogorelo 32 hiš z gospodarskimi poslopji, precej živine, delovnega orodja, poljskih pridelkov in ostalega inventarja. Ogenj pa je zahteval tudi življenji 80-letne gospe in komaj 6-letne deklice. Pobudo je dal leta 1886 kovaški mojster Štefan Vuk. Njegovo zamisel so podprli še Anton Lenart, Janez Finžgar, Franc Urbas, Jožef Frank, Anton Predikaka in Jakob Strmšek, ki so, zraven pobudnika Štefana, poznani tudi kot ustanovitelji Prostovoljnega gasilskega društva Lovrenc na Dravskem polju. Kmalu so postavili novi leseni gasilski dom ter nabavili gasilsko brizgalno na dveh kolesih, v katero so donašali vodo kar z vedri.
Leta 1904 so člani pričeli z izgradnjo novega gasilskega doma, h kateremu so postavili še lesen stolp, posodobili so pa tudi svoje orodje in kupili ročno brizgalno, katero so pripeli konjski vpregi, kupili nekaj cevi, oblek in čelad. Po 2. svetovni vojni se je začela gradnja že 3. gasilskega doma in ga leta 1951 predali svojemu namenu. Ob 99. obletnici društva je tako v gasilskem društvu bilo včlanjenih 104 članov. Leta 1984 se je začel graditi prizidek k prosvetni dvorani, kjer so namenili prostor tudi za gasilske garaže in ostale društvene prostore. Na tej lokaciji ostaja sedež gasilskega društva še danes. Danes je društvo 2. kategorije z več kot 250 člani, ki skrbi za požarno varnost na območju Lovrenca na Dravskem polju in Župečje vasi.